# Специјална редакција
„Специјална редакција” је југословенска телевизијска серија снимљена 1989. године у продукцији Телевизије Нови Сад.

## Улоге
| Глумац                    | Улога                                  |
| ------------------------- | -------------------------------------- |
| Александар Берчек         | Милош Кнежевић (4 еп. 1989-1990)       |
| Богдан Диклић             | Јова Маливук (4 еп. 1989-1990)         |
| Емир Хаџихафизбеговић     | Ален Драгојевић (4 еп. 1989-1990)      |
| Милутин Мима Караџић      | Радован Мрак (4 еп. 1989-1990)         |
| Мира Бањац                | Бранислава Кукић (3 еп. 1989-1990)     |
| Енвер Петровци            | Бектеши (3 еп. 1989-1990)              |
| Тихомир Плескоњић         | Ладислав Кукић (2 еп. 1989)            |
| Давид Тасић               | Ладислав Кукић (2 еп. 1990)            |
| Оливера Балашевић         | Косара Топалов Бјелогрлић (2 еп. 1989) |
| Ђорђе Балашевић           | Сава Ладачки (2 еп. 1989)              |
| Бранко Ђурић              | Друг Јорга (1 еп. 1989)                |
| Владислав Каћански        | (1 еп. 1989)                           |
| Раде Којадиновић          | (1 еп. 1989)                           |
| Наташа Лучанин            | Наташа (1 еп. 1989)                    |
| Сузана Манчић             | Зулфија Хаџи-Османовић (1 еп. 1989)    |
| Бранислав Цига Миленковић | (1 еп. 1989)                           |
| Миодраг Петроње           | (1 еп. 1989)                           |
| Александра Плескоњић      | (1 еп. 1989)                           |
| Биљана Ристић             | Вишња (1 еп. 1989)                     |

 Остале улоге  ▼
| Глумац              | Улога                        |
| ------------------- | ---------------------------- |
| Стеван Шалајић      | (1 еп. 1989)                 |
| Милан Штрљић        | Друг Ћук (1 еп. 1989)        |
| Гала Виденовић      | Лили (1 еп. 1989)            |
| Стеван Гардиновачки | Паја (1 еп. 1990)            |
| Милан Лане Гутовић  | (1 еп. 1990)                 |
| Тома Јовановић      | Матичар (1 еп. 1990)         |
| Тијана Максимовић   | (1 еп. 1990)                 |
| Радко Полич         | Јанез Становшек (1 еп. 1990) |
| Миња Совиљ          | (1 еп. 1990)                 |
| Јагода Узелац       | (1 еп. 1990)                 |
| Новак Билбија       | (непознат број епизода)      |

Комплетна ТВ екипа  ▼
| Редитељ              | Станко Црнобрња | (4 еп. 1989—1990)       |
| Сценариста           | Ђорђе Балашевић | (2 еп. 1989)            |
| Сценариста           | Миле Исаков     | (2 еп. 1990)            |
| Композитор           | Ђорђе Балашевић | (непознат број епизода) |
| Директор фотографије | Михаљ Хорват    | (непознат број епизода) |
| Костимограф          | Доби Јоланда    | (непознат број епизода) |